# Mikojan-Gurevitj MiG-25
Mikojan-Gurevitj MiG-25 (russisk Микоян и Гуревич МиГ) (NATO-rapporteringsnavn: Foxbat) er et supersonisk jager- og rekognosceringsfly, der er blandt de hurtigste militærfly, der har været i brug. Det blev designet af Sovjetunionens Mikojan-Gurevitj-bureau. Den første prototype fløj i 1964, og flyet begyndte at blive brugt militært i 1970. Den operative tophastighed er Mach 2,83 (Mach 3,2 er mulig men kan skade motorerne) og udstyret med en kraftfuld radar og fire luft til luft-missiler.
Da flyet første gang blev set på rekognosceringsfotografier indikerede det store vingeareal at det var et stort og manøvredygtig jagerfly, på et tidspunkt hvor man også i USA udviklede designteorier til bedre manøvredygtighed som følge af erfaringer fra vietnamkrigen. Fremkomsten af MiG-25 forårsagede store bekymringer i Vesten, og gjorde at F-15 Eagle, der var under udvikling i slutningen af 1960'erne, blev opgraderet voldsomt. Funktionerne i MiG-25'eren blev bedre forstået i 1976, da den sovjetiske pilot Viktor Belenko deserterede i en MiG-25 til USA via Japan. Det viste sig, at flyets store vægt nødvendiggjorde de store vinger.
Produktionen af MiG-25-serien sluttede i 1984 efter at der var blevet fremstillet 1.190 fly. Flyet var et symbol på den kolde krig og det blev brugt af sovjetiske allierede og tidligere sovjetrepublikker. Det er fortsat i brug i Ruslands militær og flere andre lande, men i begrænset omfang. Det er et af de militærfly, der kan flyve højest, og er det næsthurtigste rekognosceringsfly efter Lockheeds SR-71 Blackbird.